# Hapoël Nir Ramat Ha-Sharon
Maillots
Le Hapoël Nir Ramat Ha-Sharon Football Club (en hébreu : מועדון כדורגל הפועל ניר רמת השרון), plus couramment abrégé en Hapoël Nir Ramat Ha-Sharon, est un club israélien de football fondé en 1957 et basé dans la ville de Ramat Ha-Sharon.
Il atteint la première division israélienne au début des années 2010.

## Histoire
Le club évolue en première division israélienne lors des saisons 2011-2012, 2012-2013, et enfin 2013-2014.

## Palmarès
| \| - Championnat d'Israël D2 (1) : - Champion : 2010-11. - Championnat d'Israël D3 (1) : - Champion : 2003-04. \| \| - Coupe de la Ligue israélienne D2 (1) : - Vainqueur : 2010-11. - Finaliste : 2022-23 - Coupe de la Ligue israélienne D3 (1) : - Vainqueur : 2003-04. \| |  | |
| - Championnat d'Israël D2 (1) : - Champion : 2010-11. - Championnat d'Israël D3 (1) : - Champion : 2003-04. |  | - Coupe de la Ligue israélienne D2 (1) : - Vainqueur : 2010-11. - Finaliste : 2022-23 - Coupe de la Ligue israélienne D3 (1) : - Vainqueur : 2003-04. |

## Personnalités du club

### Présidents du club
- Boaz Moldavsky

### Entraîneurs du club
| - Tzvika Tzemah (1er juillet 2004 - 30 juillet 2008) - Eran Kulik (2010) - Guy Levy (1er juillet 2010 - 30 juin 2011) - Meni Koretski (2011) - Yehoshua Feigenbaum (5 décembre 2011 - 13 mai 2012) - Nissan Yehezkel (14 mai 2012 - 4 septembre 2012) - Benny Tabak (4 septembre 2012 - 30 juin 2013) - Rephael Cohen (1er juillet 2013 - 7 octobre 2013) | - Haim Shabo (8 octobre 2013 - 8 juin 2015) - Lior Zada (8 juin 2015 - 2016) - Meni Koretski (2016) - Haim Shabo (2016 - 2018) - Oren Rotem (2018) - Eli Cohen (2018 - 2019) - Noam Shoham (2019 - ) |